# Sławomir Toczek
Sławomir Toczek, pseudonim Mały (ur. 10 maja 1975 w Chojnicach) – polski strongman.
Wicemistrz Polski Strongman 2005, Wicemistrz Polski Strongman 2006 i Wicemistrz Polski Strongman 2008. Drużynowy Mistrz Świata Par Strongman 2005. Drugi Wicemistrz Europy Strongman 2008.

## Życiorys
Sławomir Toczek zadebiutował jako siłacz w 2002 Uczestniczył w Pucharze Polski Strongman 2007.
Wziął udział czterokrotnie w indywidualnych Mistrzostwach Europy Strongman.
Klasyfikacja w indywidualnych Mistrzostwach Europy Strongman:
| Rok     | 2004 | 2005 | 2007 | 2008 |
| ------- | ---- | ---- | ---- | ---- |
| Pozycja | 4.   | 4.   | 6.   |      |

Osiągnięcie lepszych wyników utrudnia jemu zbyt niski jak na wymogi sportu strongman wzrost, a co za tym idzie – również zbyt mała masa ciała.
Uzyskał wykształcenie średnie, techniczne. Pracował w windykacji i w ochronie nocnego klubu. Obecnie pracuje jako ratownik w Parku Wodnym Chojnice. W październiku 2009 r. otworzył swój klub fitness, Toczek – Fit umiejscowiony w Starej Kiszewie.

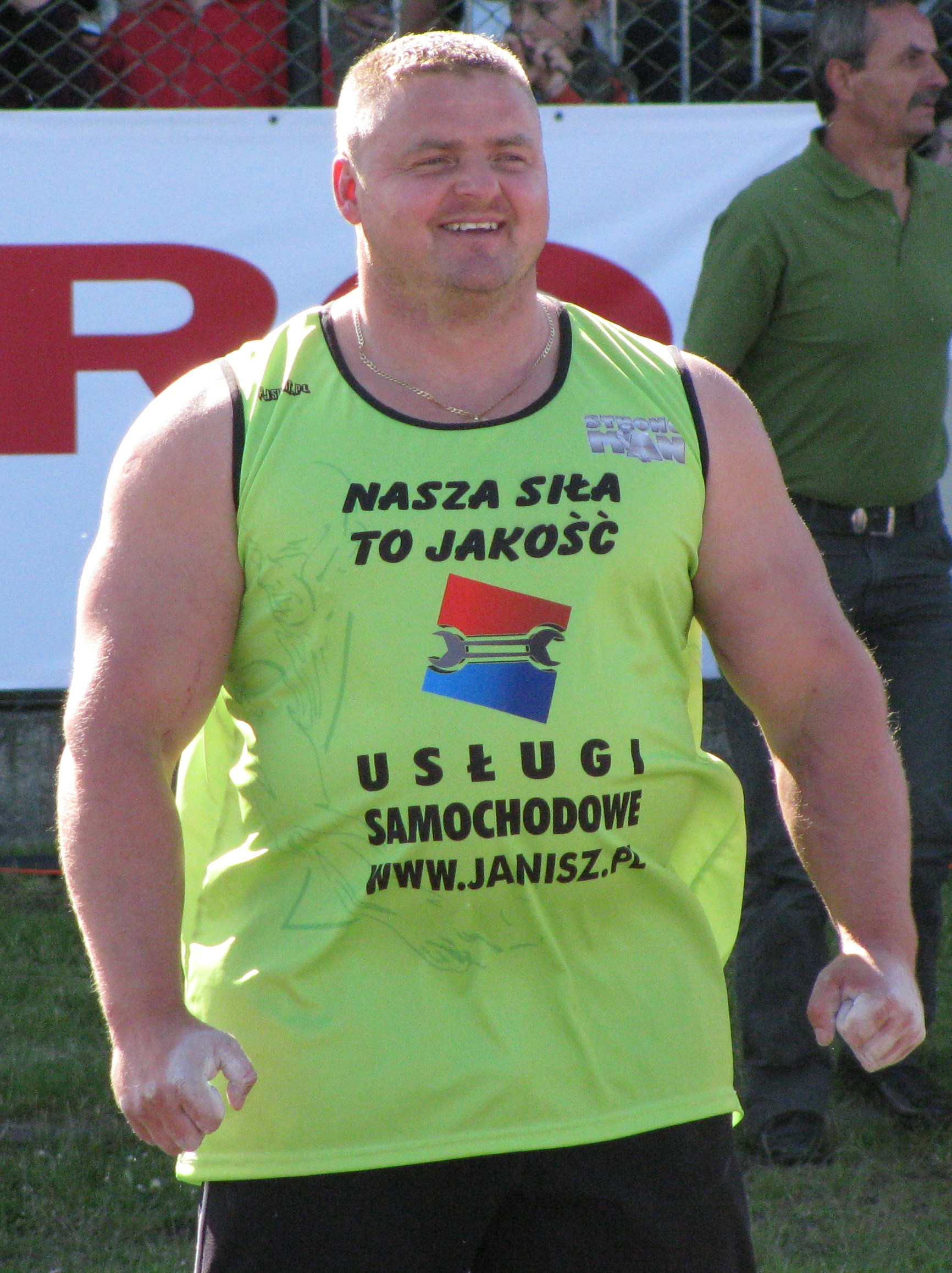
S. Toczek w 2009

Mieszkał w Chojnicach, a obecnie mieszka w Kościerzynie. Rodzina: żona Emilia i córka Wiktoria (ur. 2005).
Wymiary:
- wzrost 180 cm
- waga 120 – 128 kg
- biceps 54 cm
- udo 78 cm
- klatka piersiowa 145 cm

Rekordy życiowe:
- przysiad 300 kg
- wyciskanie 230 kg
- martwy ciąg 340 kg

## Mistrzostwa Świata Strongman
Sławomir Toczek wziął udział dwukrotnie w indywidualnych Mistrzostwach Świata Strongman, w latach 2005 i 2006.
W 2005 r. po raz pierwszy zakwalifikował się, w malborskich zawodach z cyklu Super Serii, do Mistrzostw Świata Strongman 2005. W swym debiucie na mistrzostwach w Chinach nie udało mu się jednak dostać do finału. W swojej grupie kwalifikacyjnej numer 4 spotkał się z bardzo groźnymi, wysokimi przeciwnikami i ostatecznie zajął ostatnie miejsce. Walczył bardzo silnie, a od lidera w grupie dzieliło go tylko 4,5 punktu.
Znacznie lepiej poszło mu w roku następnym, w swych drugich i obecnie ostatnich Mistrzostwach Świata Strongman 2006. Po zakwalifikowaniu się do mistrzostw na zawodach Super Serii w Miliczu, ponownie pojechał do Chin. Pewnie wyszedł, na drugim miejscu, z dużym zapasem punktów z rund kwalifikacyjnych i ostatecznie został dziesiątym Najsilniejszym Człowiekiem Świata 2006 roku.
Uczestniczył jeden raz w Drużynowych Mistrzostwach Świata Par Strongman, w roku 2005, zdobywając złoty medal.

## Osiągnięcia strongman
- 2003

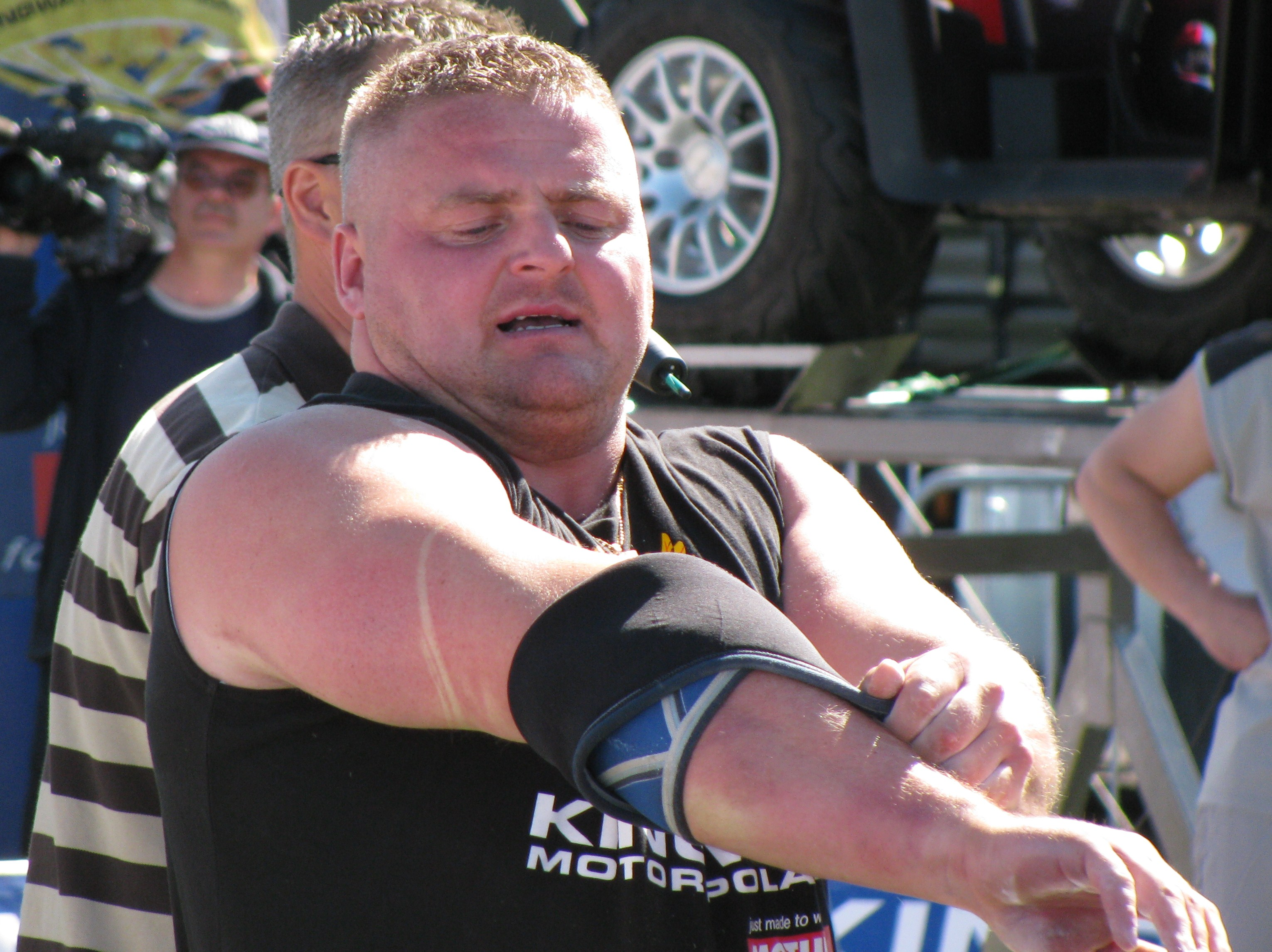
Sławomir Toczek w 2009

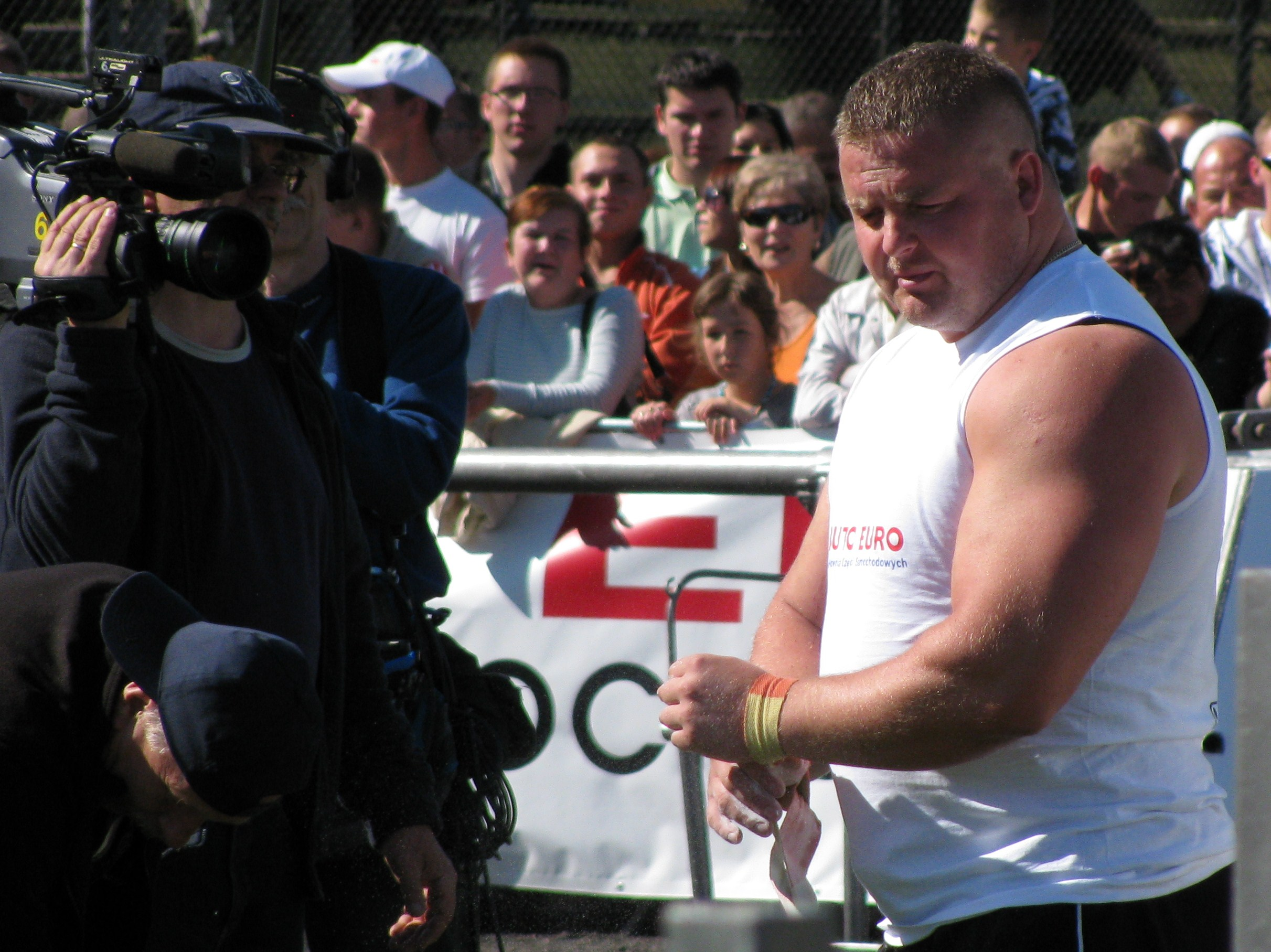
Sławomir Toczek w 2009

  - 5. miejsce – Finał Pucharu Polski Strongman 2003, Piła
  - 1. miejsce – Drugie zawody Polska kontra Reszta Świata
- 2004
  - 2. miejsce – Finał Pucharu Polski Strongman 2004, Szczecin
  - 4. miejsce – Mistrzostwa Europy Strongman 2004, Jelenia Góra
  - 5. miejsce – Polska - Skandynawia
  - 2. miejsce – Pierwsze zawody Polska kontra Ukraina
  - 1. miejsce – Trzecie zawody Polska kontra Reszta Świata
- 2005
  - 5. miejsce – Pierwszy Pojedynek Gigantów, Łódź
  - 1. miejsce – Drużynowe Mistrzostwa Świata Par Strongman 2005, Poznań (z Mariuszem Pudzianowskim)
  - 2. miejsce – Super Seria 2005: Malbork
  - 2. miejsce – Finał Pucharu Polski Strongman 2005, Kielce
  - 2. miejsce – Mistrzostwa Polski Strongman 2005, Starachowice
  - 1. miejsce – Zawody Północ-Południe
  - 4. miejsce – Mistrzostwa Europy Strongman 2005, Płock
  - 1. miejsce – Czwarte zawody Polska kontra Reszta Świata
- 2006
  - 2. miejsce – Drugi Pojedynek Gigantów, Łódź
  - 4. miejsce – Puchar Świata Siłaczy 2006: Fürstenfeldbruck
  - 1. miejsce – Polska kontra Europa
  - 2. miejsce – Mistrzostwa Polski Strongman 2006, Września
  - 4. miejsce – Super Seria 2006: Milicz
  - 10. miejsce – Mistrzostwa Świata Strongman 2006, Sanya, Chiny
  - 6. miejsce – Puchar Świata Siłaczy 2006: Wiedeń
  - 5. miejsce – Puchar Świata Siłaczy 2006: Grodzisk Mazowiecki
- 2007
  - 7. miejsce – Trzeci Pojedynek Gigantów, Łódź
  - 6. miejsce – Mistrzostwa Europy Strongman 2007, Łódź
  - 4. miejsce – Mistrzostwa Polski Strongman 2007, Strzegom
- 2008
  - 3. miejsce – Mistrzostwa Europy Strongman 2008, Szczecinek
  - 4. miejsce – Finał Pucharu Polski Strongman 2008, Kołobrzeg
  - 2. miejsce – Mistrzostwa Polski Strongman 2008, Częstochowa
- 2009
  - 6. miejsce – Piąty Pojedynek Gigantów, Łódź
  - 2. miejsce – Puchar Świata Strongman Stone Design, Tczew[6]
  - 1. miejsce – Puchar Polski Activa Strongman, Pruszcz Gdański[7]
  - 8. miejsce – Giganci Na Żywo 2009: Stavanger
  - 3. miejsce – Finał Pucharu Polski Strongman Harlem 2009, Kielce
  - 1. miejsce – Pojedynek Gigantów, Leeds[8]
- 2010
  - 5. miejsce – Halowy Puchar Polski Strongman 2010, Gdańsk
  - 1. miejsce – Puchar Europy Strongman Wolsztyn 2010 Wolsztyn
- 2011
  - 2 miejsce – Mistrzostwa Polski Harlem 2011 Niestum
  - 1 miejsce – Puchar Polski 2011 Złotniki Kujawskie